# Michelle Turner
Michelle Kay Hollands (djevojački: Michelle Turner) (Palmerston North, 1. kolovoza 1974.)  in Palmerston North) je novozelandska hokejašica na travi. 
Sudjelovala je na nekoliko velikih natjecanja.
- 1999.: Trofej prvakinja u Brisbaneu, 5. mjesto
- 2000.: Olimpijske igre u Sydneyu, 6. mjesto
- 2000.: Trofej prvakinja u Amstelveenu, 6. mjesto
- 2001.: Trofej prvakinja u Amstelveenu, 5. mjesto
- 2002.: Trofej prvakinja u Macau, 5. mjesto
- 2002.: svjetski kup u Perthu, 11. mjesto

Uslijedila je stanka u karijeri zbog trudnoće. Vrhunskom hokeju se vratila 2005.
Njene izvrsno igranje za Canterbury u NHL-u joj je osiguralo poziv za novozelandsku izabranu vrstu, za koju je zaigrala protiv Australije u listopadu.
- 2006.: Igre Commonwealtha u Melbourneu, 4. mjesto